# Himerta
Himerta is een geslacht van insecten uit de orde vliesvleugeligen (Hymenoptera) en de familie Ichneumonidae.

## Soorten
- H. albifrons (Uchida, 1930)
- H. alpina Leblanc, 1989
- H. annulata (Davis, 1895)
- H. atra (Cushman, 1924)
- H. bicolorata Leblanc, 1989
- H. bisannulata (Thomson, 1883)
- H. carinata Leblanc, 1989
- H. defectiva (Gravenhorst, 1820)
- H. epicnemia Leblanc, 1989
- H. eruga Leblanc, 1989
- H. foxleei Leblanc, 1989
- H. gelida Leblanc, 1989
- H. impuncta Sheng, Zhang & Hong, 1998
- H. infuscata Leblanc, 1989
- H. lineola Leblanc, 1989
- H. luteofacia Leblanc, 1989
- H. pacifica Leblanc, 1989
- H. picea Sheng, 1999
- H. pumila Leblanc, 1989
- H. rubiginosa (Cresson, 1879)
- H. rugopleura Leblanc, 1989
- H. scutellaris (Kriechbaumer, 1897)
- H. scutellata Leblanc, 1989
- H. sepulchralis (Holmgren, 1876)
- H. townesorum Leblanc, 1989
- H. unicolorata Leblanc, 1989
- H. varicornis (Gravenhorst, 1829)